# 井上智勇
井上 智勇（いのうえ ちゆう、1906年（明治39年）5月26日 - 1984年（昭和59年）6月5日）は、西洋史学者、浄土真宗の僧侶。
兵庫県出身。1930年京都帝国大学卒。第三高等学校教授、1943年京都帝大助教授。1948年「ローマ経済史の研究」で）文学博士、同年京都大学教授。1970年定年退官、名誉教授、奈良教育大学学長。西洋古代史が専門。

## 著書
- 『プラトンの国家論』弘文堂 1942
- 『西洋史概説 第1 (地中海世界史)』弘文堂書房 1947
- 『新制高校西洋史』大阪教育圖書 1948
- 『ヨーロッパ成立期の研究』弘文堂書店 1948
- 『ローマ経済史研究』弘文堂 1948
- 『京大西洋史 10 近代西洋文化』創元社 1951
- 『新書西洋史 第2 古典古代』創元社 1955
- 『対話近代精神と宗教』百華苑 1967
- 『地中海世界史』清水弘文堂書房 1968
- 『親鸞とわが生活』百華苑 1973
- 『わが大学生活五十年』法律文化社 1983

### 共編著
- 『京大西洋史 1 西洋の起原』村田数之亮、吉原好人共著 創元社 1949
- 『高校世界史』田村実造、豊田武共著 大阪教育図書 1950
- 『西洋史辞典』原随園共編 創元社 1950
- 『新講世界史』編 柳原書店 1955
- 『世界史の完全研究 事項解説・テーマ学習』田村実造共編著 清水書院 1965
- 『現代人と真宗』山本仏骨共著 永田文昌堂 1970
- 『中学社会 歴史的分野 研究と資料』時野谷勝共著 大阪書籍 1971
- 『世界史の完成 徹底学習』新訂版 田村実造共編著 清水書院 1977

### 翻訳
- ブランデンブルク『世界史の成立』創元社 1943 史学叢書
- ヨゼフ・サルヴィオリ『古代資本主義 ローマ経済史に関する研究』大牟田章共訳 創文社 1965 名著翻訳叢書

## 参考
- デジタル版日本人名大事典